# 勝鬘寺
勝鬘寺（しょうまんじ）は、愛知県岡崎市針崎町にある真宗大谷派の寺院。山号は和田山、寂光山。本尊は阿弥陀如来。本證寺、上宮寺、勝鬘寺は浄土真宗における「三河三か寺」（三河触頭三ヶ寺）とされる。
なお、三河三か寺の末寺として「浜の三か寺」もあり、本證寺の末寺として恩任寺、上宮寺の末寺として専修坊、勝鬘寺の末寺として西方寺が浜の三か寺とされた。

## 歴史

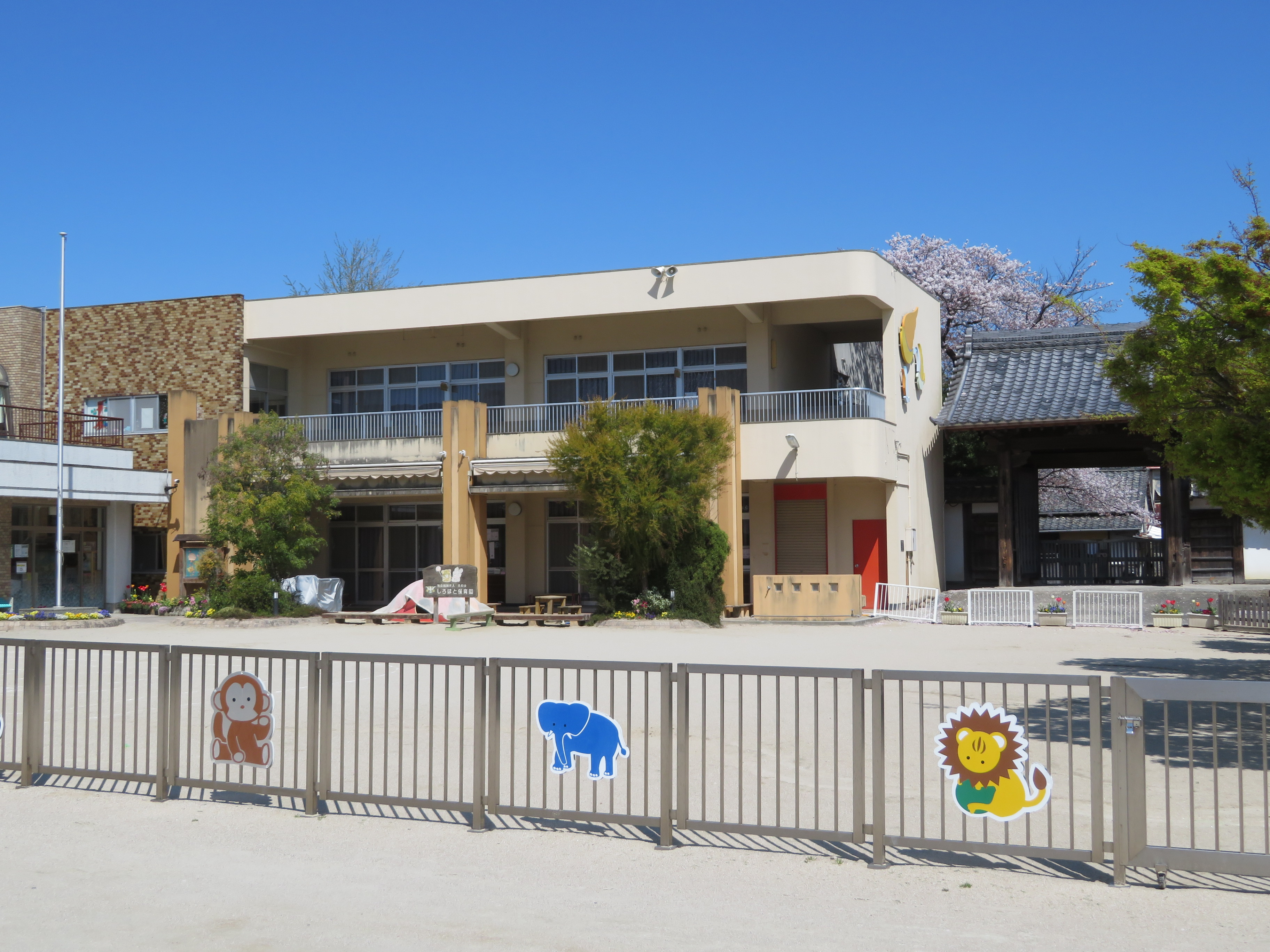
境内にある白鳩保育園

### 起源
伝承によれば本寺の起源は2説ある。一つは1256年（康元元年）、顕智（親鸞の弟子真仏に師事した僧）に帰依した権守法名円善の嫡子袈裟太郎法名信願が碧海荘赤渋（現・岡崎市赤渋町）に建立した道場を始まりとするもの。もう一つは1258年（正嘉2年）、親鸞の矢作説法を聴聞して天台宗から改宗した信願房了海が建立した道場を始まりとするもの。どちらにせよ本寺は三河国における最初の真宗道場とされる。

### 中世
15世紀の中頃、本願寺の綽如上人の血脈分流にあたる了顕が9世住職として入寺してから隆盛をきわめる。1496年（明応5年）に水害に見舞われ、現在地に移った。
1563年（永禄6年）から1564年（永禄7年）にかけて三河一向一揆が起こる。本寺においては蜂屋半之丞らがたてこもり針崎の戦いなどで徳川家康と争ったが、数ヶ月にして敗れた。大伽藍も兵火のため消失した。一揆敗北後、13世住職了意は信濃国井上に逃れたが、1585年（天正13年）10月に還住を認められた。

### 近世
徳川家光は1636年（寛永13年）から1648年（慶安元年）にかけて岡崎の18の寺院に対し朱印発給を行ったが、勝鬘寺と東本願寺宗派の上宮寺は対象から除かれた。
1685年（貞享2年）6月11日、徳川綱吉から朱印地と認められた。東西分派では東派に属し、三河三か寺（三河触頭三ヶ寺）の一つとなった。現在の本堂は1734年（享保19年）の大修理の際に瓦葺に改められ再建されたものである。

### 近現代
1896年（明治29年）4月17日創立の愛知県第二尋常中学校（現・愛知県立岡崎高等学校）は、最初は本寺を校舎とした。
1953年（昭和28年）には境内に白鳩保育園が創立された。

## 文化財
以下の物件が市の指定文化財に指定されている。
| 指定名称       | 種別 | 指定年月日                | 所在地           |
| -------------- | ---- | ------------------------- | ---------------- |
| 仮名書阿弥陀経 | 書跡 | 1960年（昭和35年）3月10日 | 岡崎市美術博物館 |
| 勝鬘寺境内地   | 史跡 | 1962年（昭和37年）6月15日 | 勝鬘寺           |

## 交通アクセス
- JR東海道本線・愛知環状鉄道線岡崎駅から徒歩約12分。